# 三星Galaxy A72
三星Galaxy A72是三星电子开发制造的中阶Android智能手机。该手机与Galaxy A52一起在2021年3月17日三星的虚拟Awesome Unpack活动中发布，是Galaxy A71的后续产品。 Galaxy A72保留了以往的重复功能，还配备了升级后的5000mAh电池、IP67耐水和灰尘、8MP望远相机。